# Caterine
Le caterine (o bambuzéni, ossia "bamboline" in romagnolo) sono un tipo di biscotto a base di pasta frolla ricoperta di cioccolato fondente e zuccherini colorati a forma di bambola o anche di gallo o gallina. Sono tipici della zona di Ravenna, dove vengono preparati per le bambine e i bambini il 25 novembre, in occasione della festa di Santa Caterina, da cui derivano il loro nome. 

## Tradizione
Il poeta romagnolo Aldo Spallicci, in una sua poesia del 1922, ricorda così questi biscotti: Par Santa Catarena e gal e la galèna, la bëla bambuzena; pianzì burdel s’ avlì di brazadel (“Per Santa Caterina il gallo e la gallina, la bella bambolina; piangete bambini se volete le ciambelline”).

## Preparazione
Le caterine sono prodotte con un impasto a base di farina, zucchero, uova, burro, lievito e scorza di limone, che viene steso con un matterello, fino a ottenere una sfoglia di circa 1 cm di spessore.
L’impasto viene poi tagliato con delle formine o con un coltello a mano libera per dargli la forma desiderata. Le figure vengono poi decorate con glassa al cioccolato, granella di zucchero o zuccherini colorati, che vanno a comporre i tratti del viso a altri dettagli, e poi infornate.